# Michael Fancutt
Michael Fancutt (Brisbane, 20 febbraio 1961) è un ex tennista australiano.
Anche suo fratello Charles è stato un tennista.

## Carriera
In carriera ha vinto un titolo di doppio, l'ATP Saint-Vincent nel 1987, in coppia con lo statunitense Charles Cox. Nei tornei del Grande Slam ha ottenuto il suo miglior risultato raggiungendo le semifinali di doppio agli Australian Open nel 1984 e a Wimbledon sempre nello stesso anno, entrambi in coppia con il connazionale Peter Doohan.

## Statistiche

### Doppio

#### Vittorie (1)
| Numero | Anno           | Torneo                           | Superficie  | Compagno    | Avversari in finale                  | Punteggio |
| 1.     | 16 agosto 1987 | ATP Saint-Vincent, Saint-Vincent | Terra rossa | Charles Cox | Massimo Cierro Alessandro De Minicis | 6-3, 6-4  |

### Doppio

#### Finali perse (2)
| Numero | Anno           | Torneo                           | Superficie  | Compagno       | Avversari in finale      | Punteggio     |
| 1.     | 29 luglio 1984 | Dutch Open, Hilversum            | Terra rossa | Broderick Dyke | Anders Järryd Tomáš Šmíd | 4-6, 7-5, 6-7 |
| 2.     | 17 agosto 1986 | ATP Saint-Vincent, Saint-Vincent | Terra rossa | Charles Cox    | Libor Pimek Pavel Složil | 3-6, 3-6      |